# МАЗ-5432
МАЗ-5432 — семейство советских и белорусских седельных тягачей с колёсной формулой 4 × 2, выпускающееся на Минском автомобильном заводе с 1981 года.

## История создания

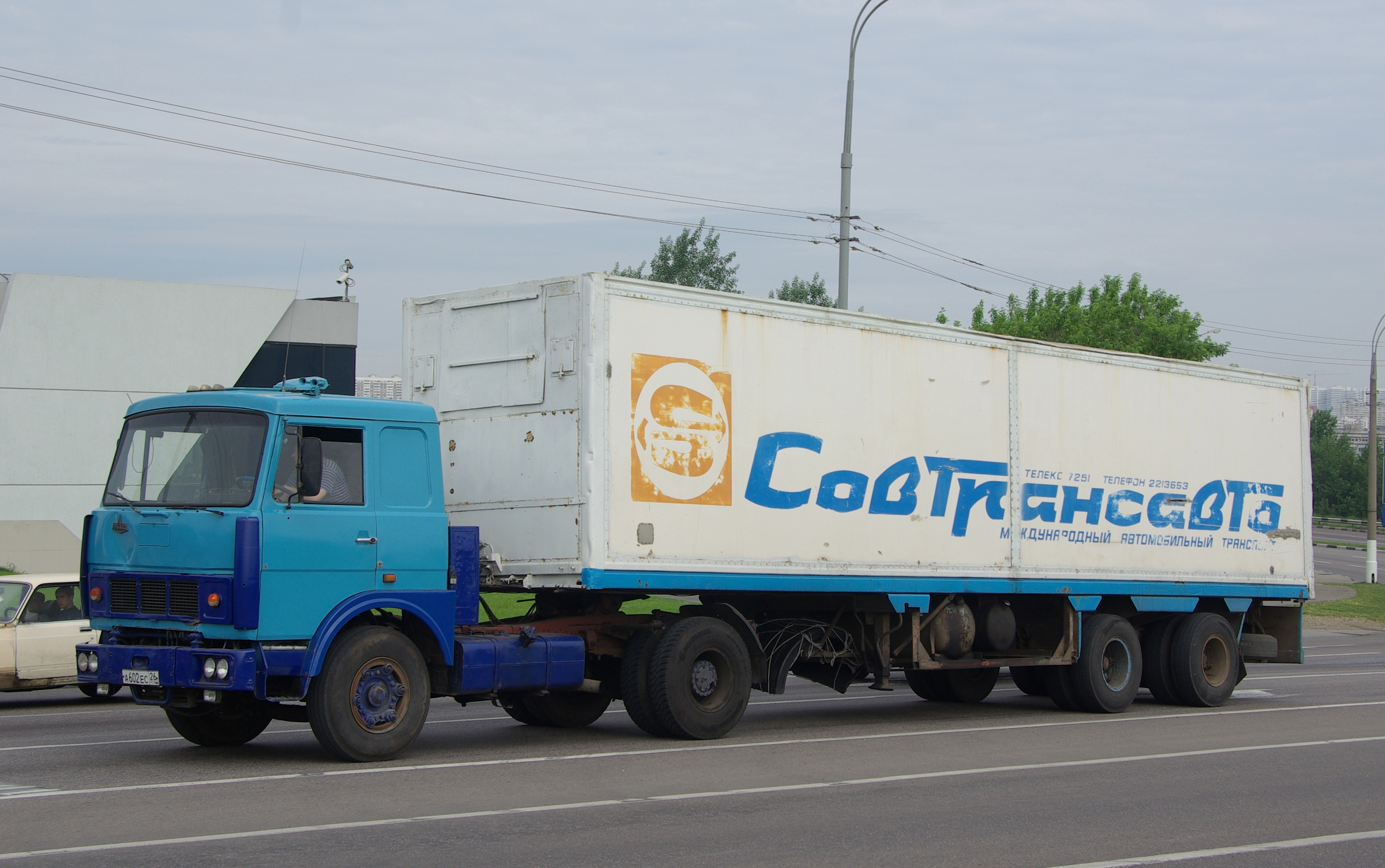
МАЗ-5432 раннего выпуска

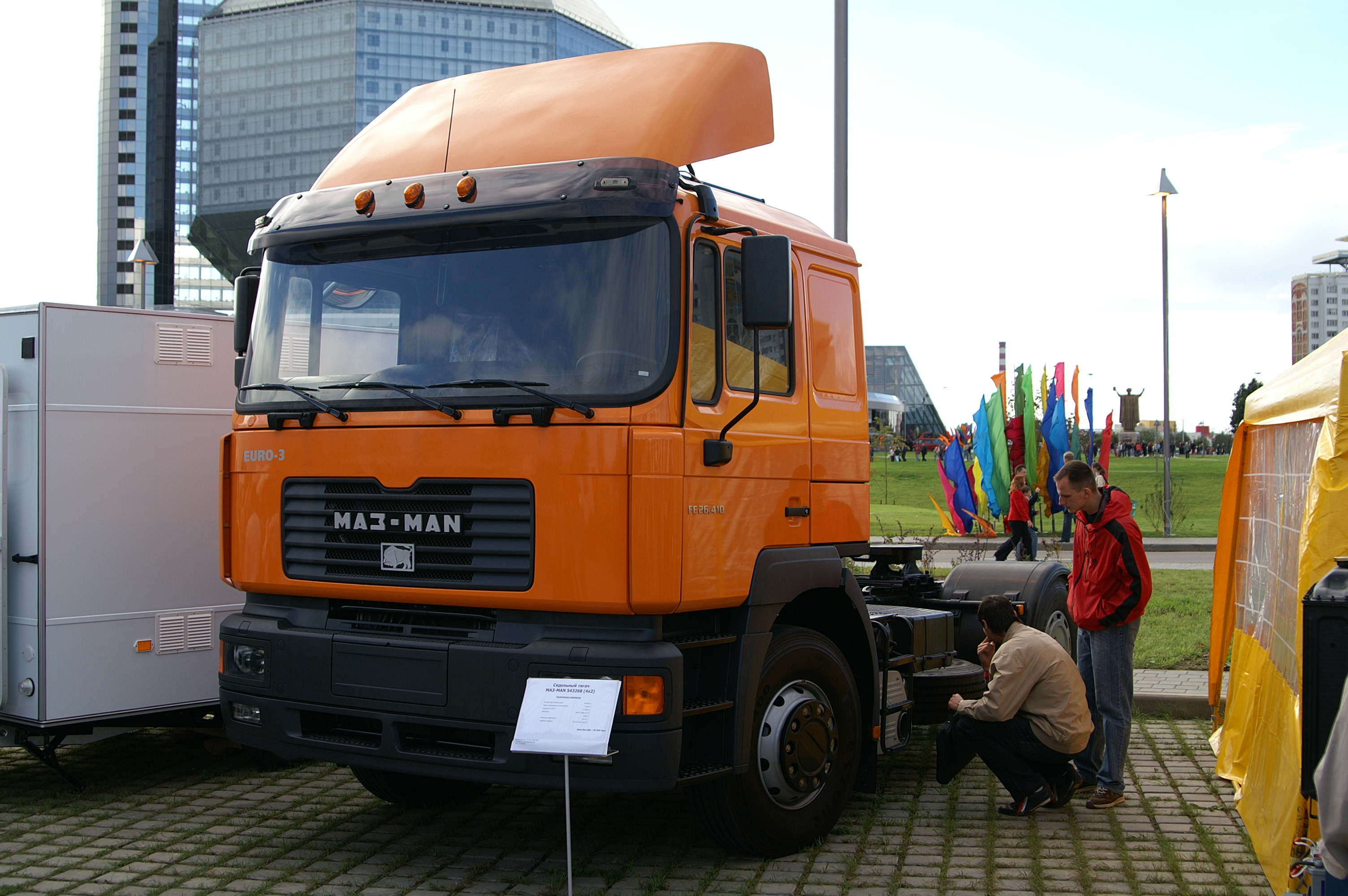
МАЗ-MAN-543268 с кабиной от MAN F2000

19 мая 1981 года на главном конвейере был собран первый седельный тягач МАЗ-5432. Автомобиль оснащали двигателем ЯМЗ-238ПМ(V8, 14,86 л) мощностью 280 л. с. Грузоподъёмность тягача составляла до 21 тонны, полная масса до 34 тонн. От предыдущих моделей автомобиль отличался новой кабиной с большим спальным отсеком с двумя спальными местами. Во многих официальных источниках этот день и принято считать началом серийного производство минских большегрузов нового (третьего) поколения. Однако производство семейства МАЗ-6422/5432 началось в 1978 году именно и с модели 6422. И более того, хотя первый серийный МАЗ-5432 и сошел с главного конвейера в официальной обстановке, но собран он был, как и другие грузовики нового семейства, в опытно-экспериментальном цеху завода, где сборка этих грузовиков продолжалась до середины 1980-х, пока наконец они не заняли главный сборочный конвейер МАЗа.
В сентябре 1983 года Минский автомобильный завод наградили золотой медалью Пловдивской международной ярмарки за автопоезд МАЗ-5432 с полуприцепом МАЗ-9397.
В 1985 году на смену МАЗ-5432 пришел седельный тягач МАЗ-54322 с более комфортабельной кабиной. В 1988 году к нему добавилась модель МАЗ-54321, которая получила новые двигатели ЯМЗ-8421 и ЯМЗ-8424 мощностью 360 и 425 л. с. В том же году началось сотрудничество с немецкой фирмой МАН (MAN), чьи 360-сильные двигатели были впервые установлены на тягачи МАЗ-54326. Тогда же начали изготавливать МАЗ-54323 с двигателем ЯМЗ-238Б мощностью 300 л. с..
Полная масса одиночного автомобиля составляет 16 — 25 т, автопоезда — до 44 тонн.
В начале 90-х гг. завод модернизировал выпускаемые автомобили семейства МАЗ. Появилась обновленная кабина с откидной решёткой передней панели, новыми фарами, новой панелью приборов. Со временем были модернизированы передние оси, задние мосты, рама и тормозная система.
Новинкой в этой серии стал выпущенный в 1998 году седельный тягач МАЗ-543208 с новым двигателем класса Евро-2 ЯМЗ-7511 (модернизированный ЯМЗ-238) в 400 л. с.
В середине 2000-х годов у автомобилей семейств МАЗ-5432 (4 × 2) и МАЗ-6422 (6 × 4), которые являются лидерами по объёму производства, ведущие мосты обеспечили блокировкой межколёсного дифференциала, а новая передняя ось теперь выдерживает нагрузку до 7 тонн и обеспечивает угол поворота управляемых колес до 45 градусов.

## МАЗ-MAN
23 октября 1998 года на совместном предприятии МАЗ-MAN начала действовать линия по сборке магистральных тягачей МАЗ-MAN-543265 и МАЗ-MAN-543268 (4x2) с двигателями мощностью 370—410 л. с. для работы в составе 44-тонных автопоездов. Они базировались на переоборудованных шасси МАЗ-5432 с дизелями MAN, кабинами от серии F2000 и 16-ступенчатыми коробками ZF.

## Модификации
- МАЗ-5432 — базовая модель, оснащалась дизелем ЯМЗ-238Ф,280 л. с. Выпускалась с 1981 по 1985 гг.
- МАЗ-54321 — с двигателями ЯМЗ-8421 и ЯМЗ-8424, 360 и 425 л. с. Выпускался с 1988 г.
- МАЗ-54322 — модернизированная версия МАЗ-5432, с двигателем ЯМЗ-238Ф2, 320 л. с. и изменённым оформлением передней части, выпускалась с 1985 по 1988 гг.
- МАЗ-54323 — модернизированная версия МАЗ-54322 — с двигателем ЯМЗ-238Б, 300 л. с. Выпускался с 1988 г.
- МАЗ-543231 — модификация МАЗ-54323, приспособленная для эксплуатации в холодном климате (-60 °С)
- МАЗ-54326 — модификация с двигателем MAN на 360 л. с. и 16-ст. КПП
- МАЗ-54327 — с двигателем ЯМЗ-238Д, 330 л. с.
- МАЗ-54328 — с двигателем ЯМЗ-236М2, 180 л. с.
- МАЗ-54329 — с двигателем ЯМЗ-238М2, 240 л. с.
- МАЗ-543202 — с двигателем ЯМЗ-236НЕ2 Евро-2, 230 л. с.
- МАЗ-543203 — с двигателем ЯМЗ-236БЕ2 Евро-2, 250 л. с.
- МАЗ-543205 — с двигателем ЯМЗ-238ДЕ2 Евро-2, 330 л. с.
- МАЗ-543208 — с двигателем ЯМЗ-7511 Евро-2, 400 л. с.
- МАЗ-5432А3 — с двигателем ЯМЗ-6562.10 Евро-3, 250 л. с.
- МАЗ-5432А5 — с двигателем ЯМЗ-6582.10 Евро-3, 330 л. с.
- МАЗ-5432А8 — с двигателем ЯМЗ-6581.10 Евро-3, 400 л. с.
- МАЗ-5432С — модификация для кольцевых гонок грузовиков, с двигателем ЯМЗ-8424С мощностью 650—1300 л. с. Эта модель разработана на основе МАЗ-54322 и принимала участие в соревнованиях с 1987 по 1992 гг.

## Изображения

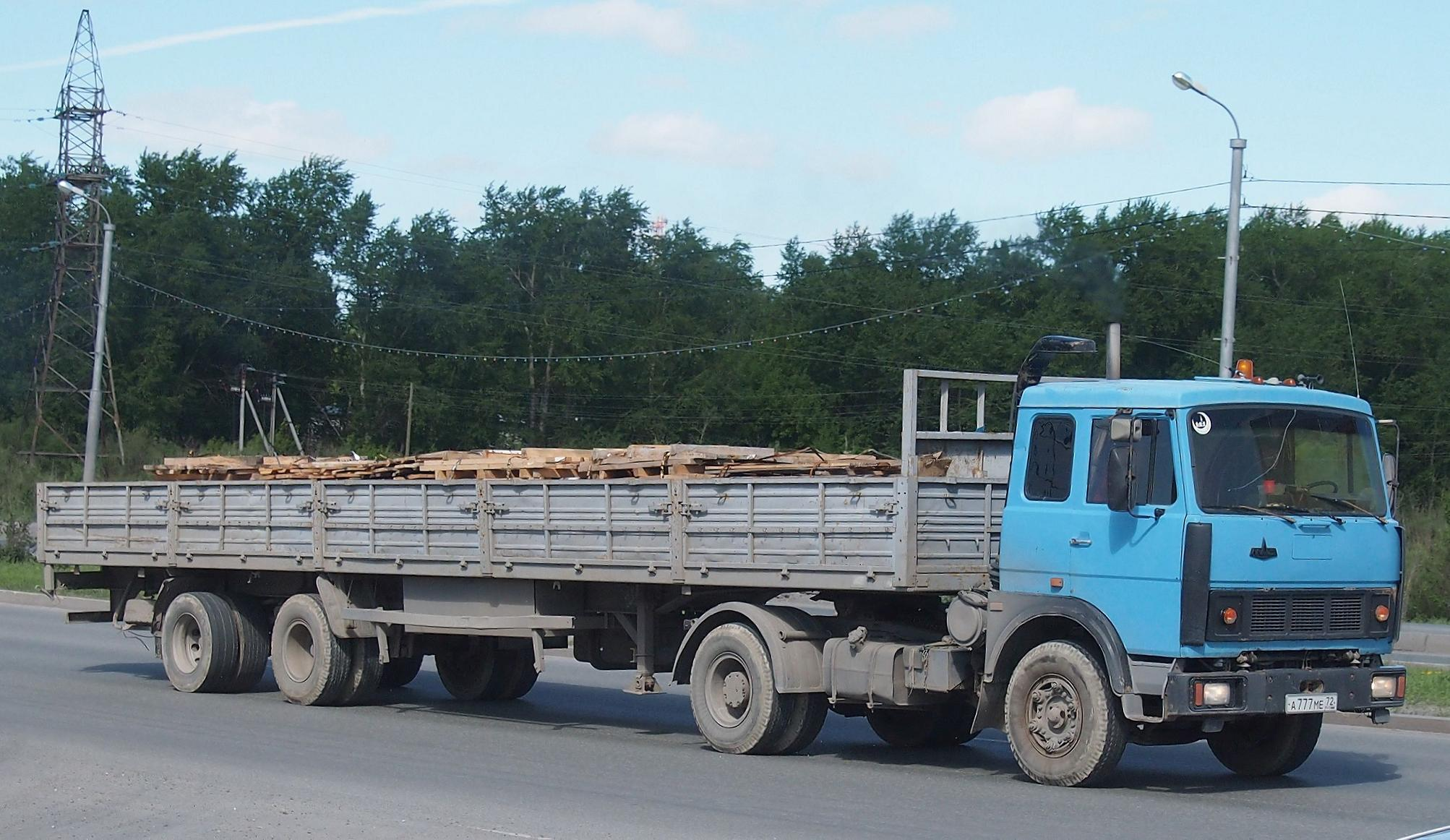
МАЗ-54322
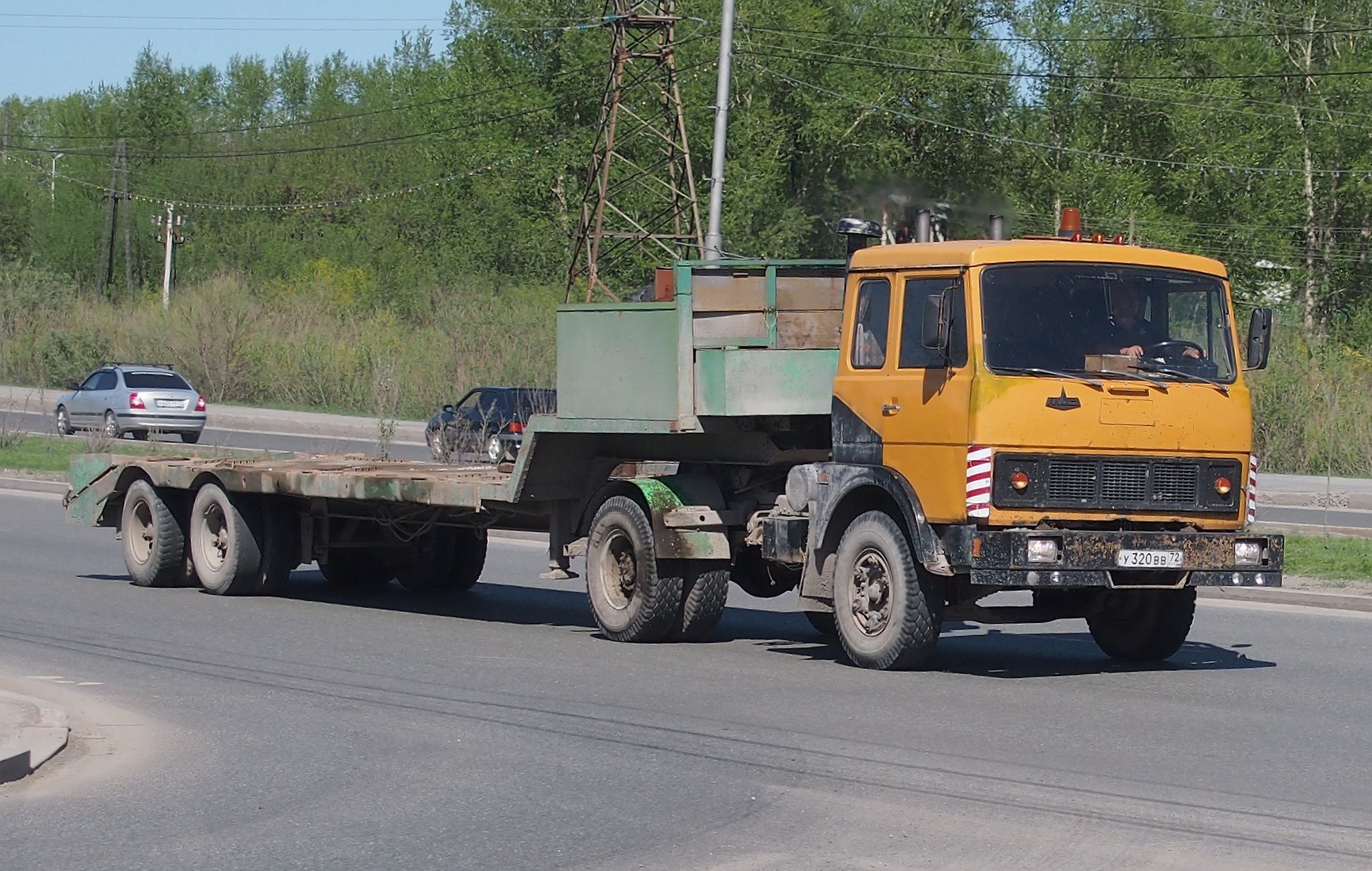
МАЗ-54322
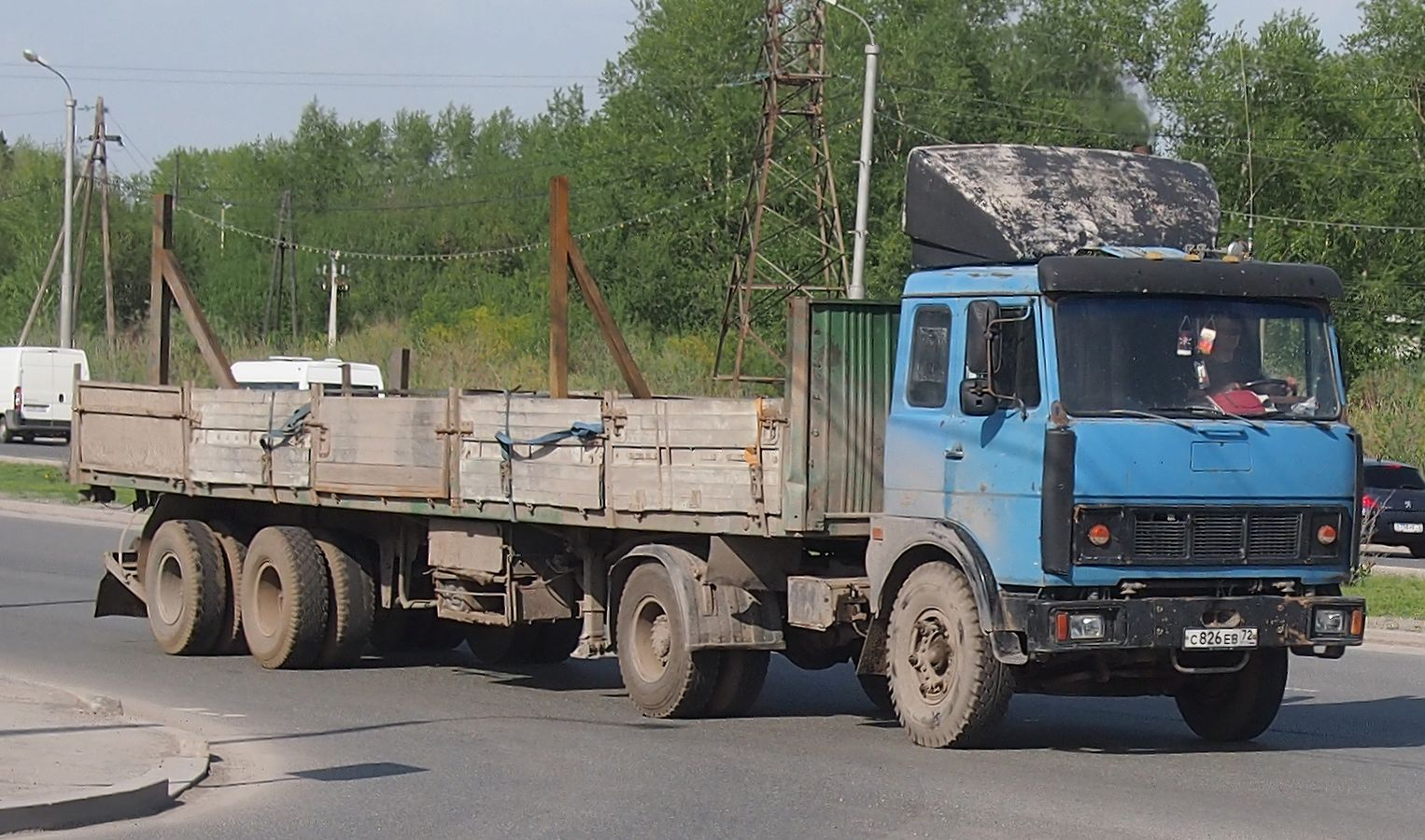
МАЗ-54323
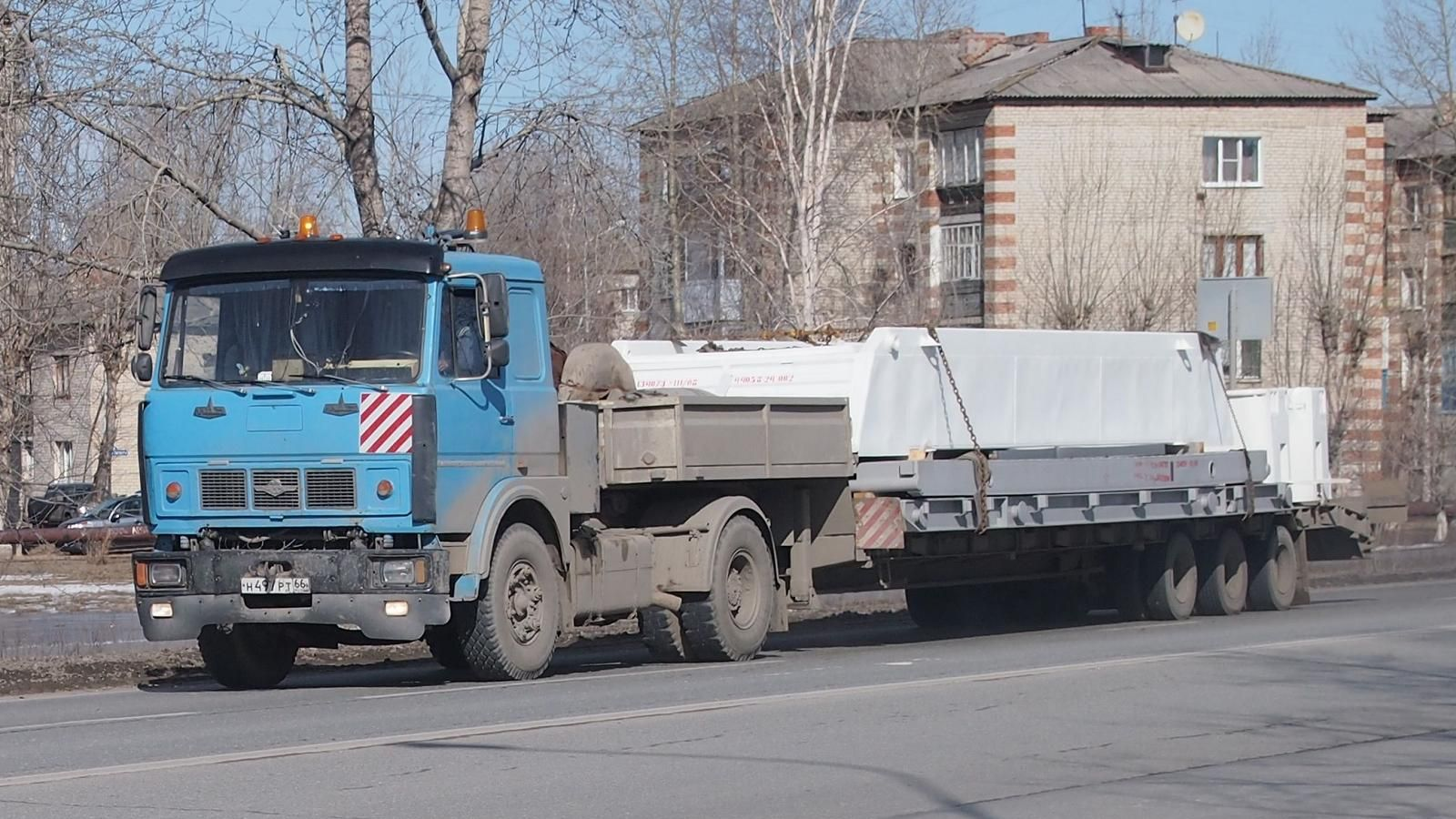
МАЗ-54323
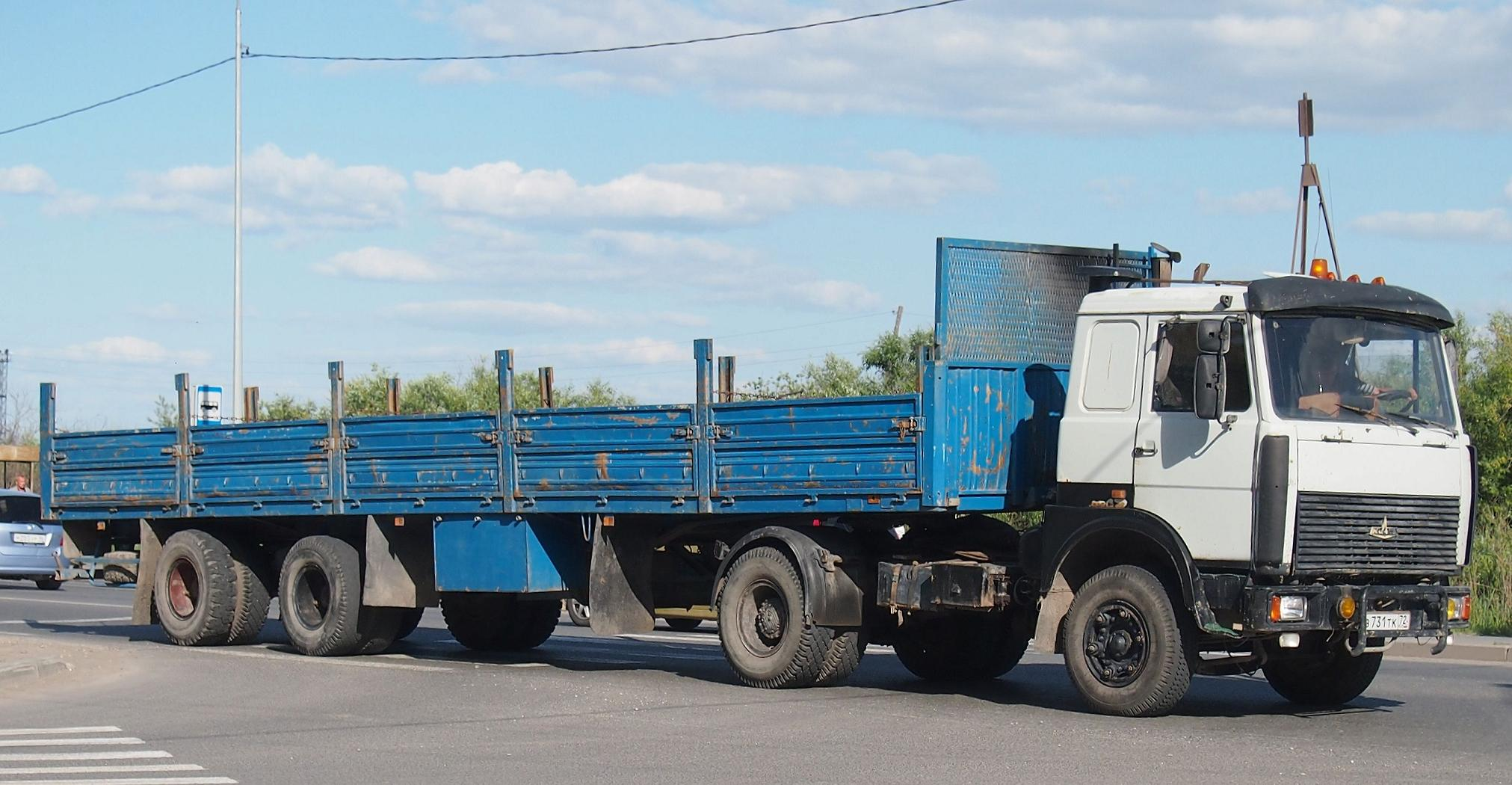
МАЗ-54329
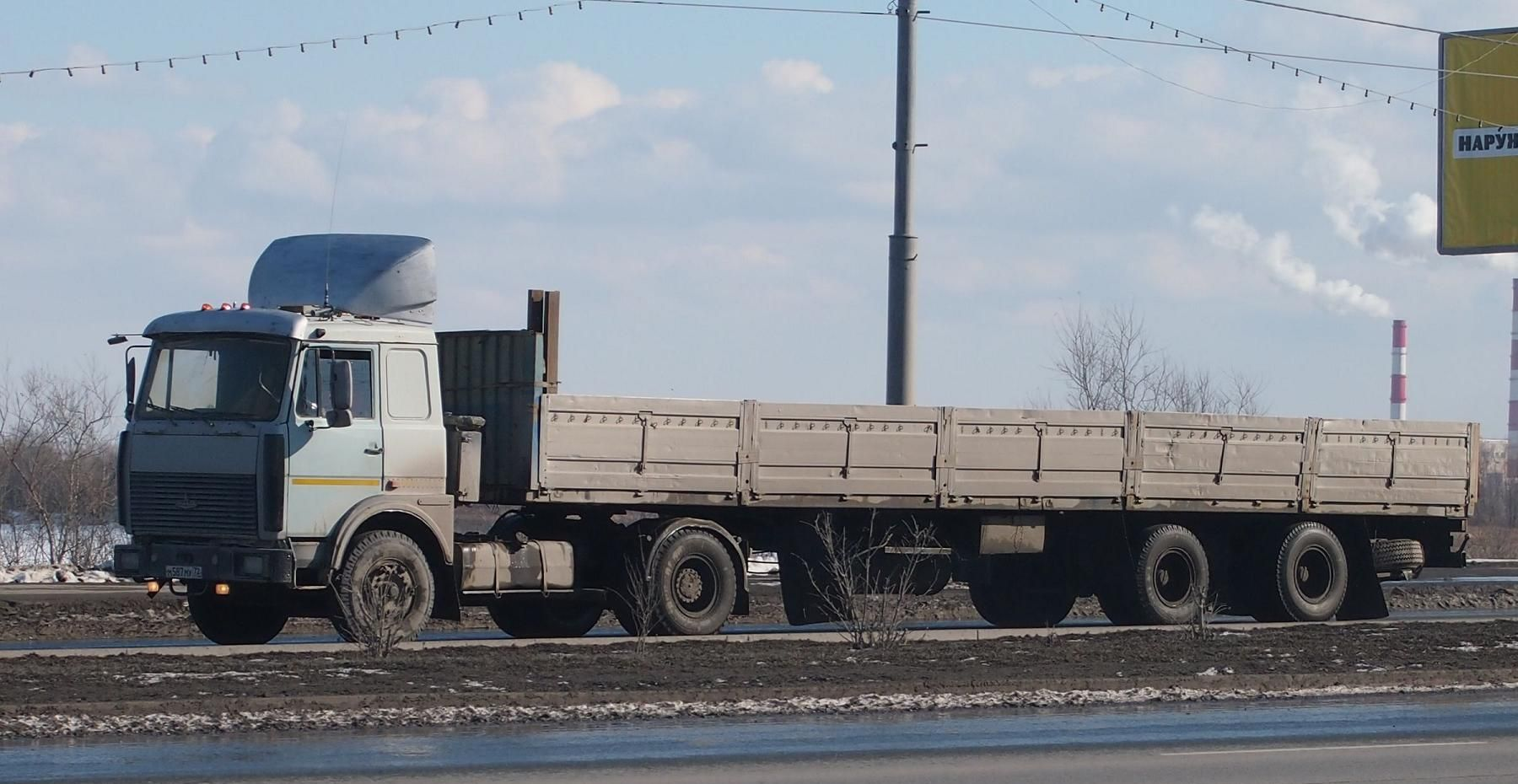
МАЗ-54329
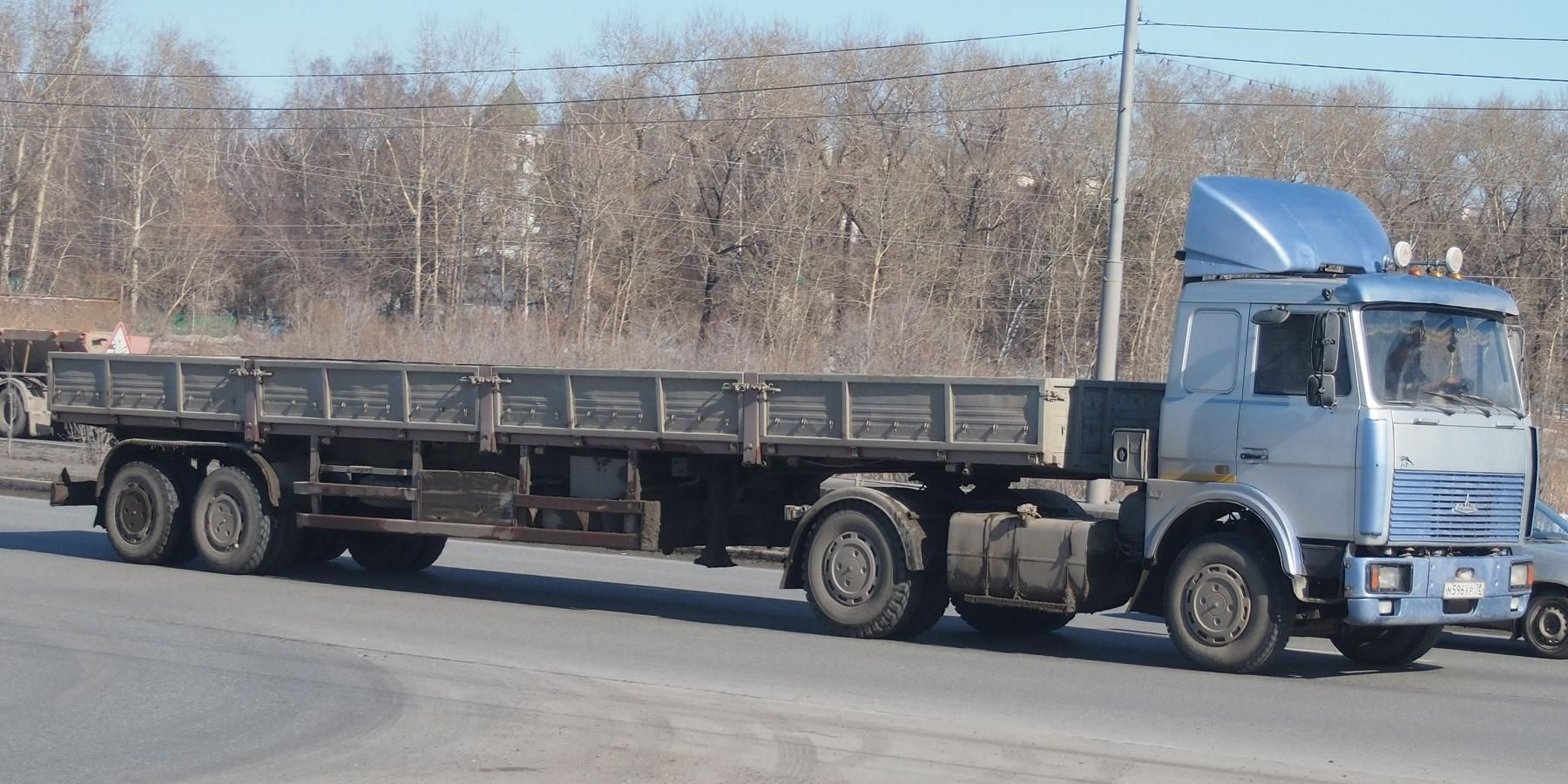
МАЗ-54329-020
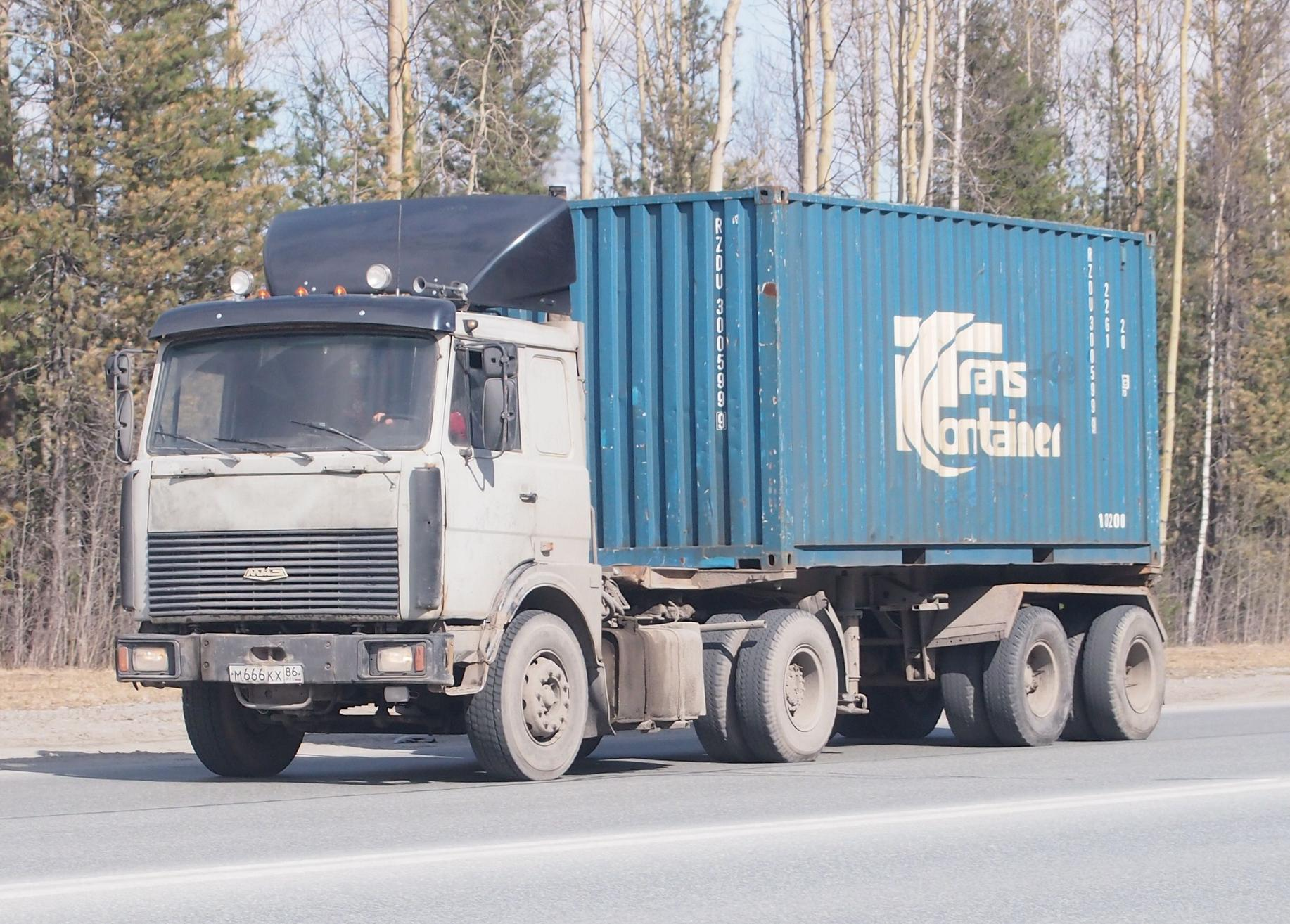
МАЗ-54329-020
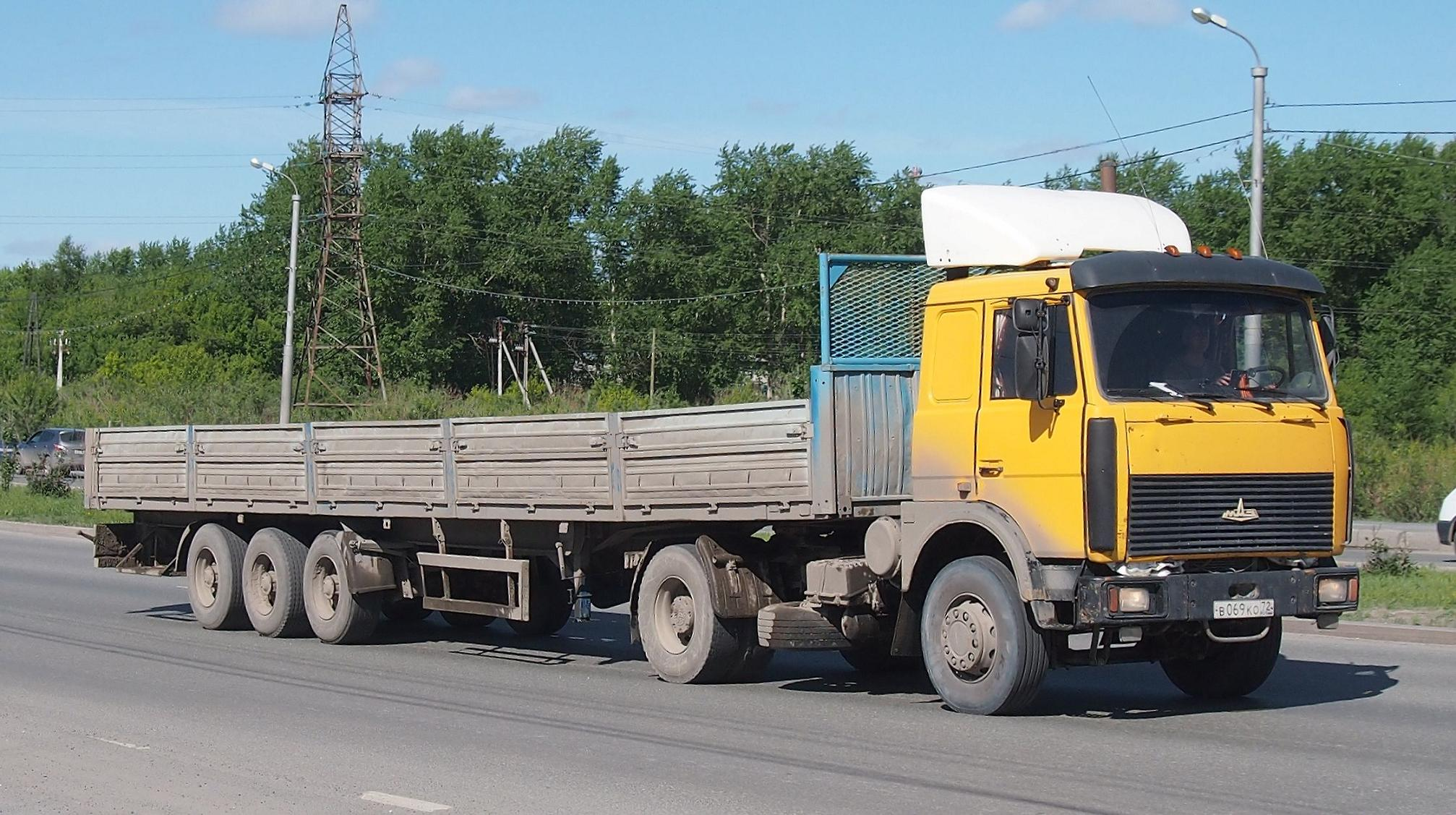
МАЗ-543205-020
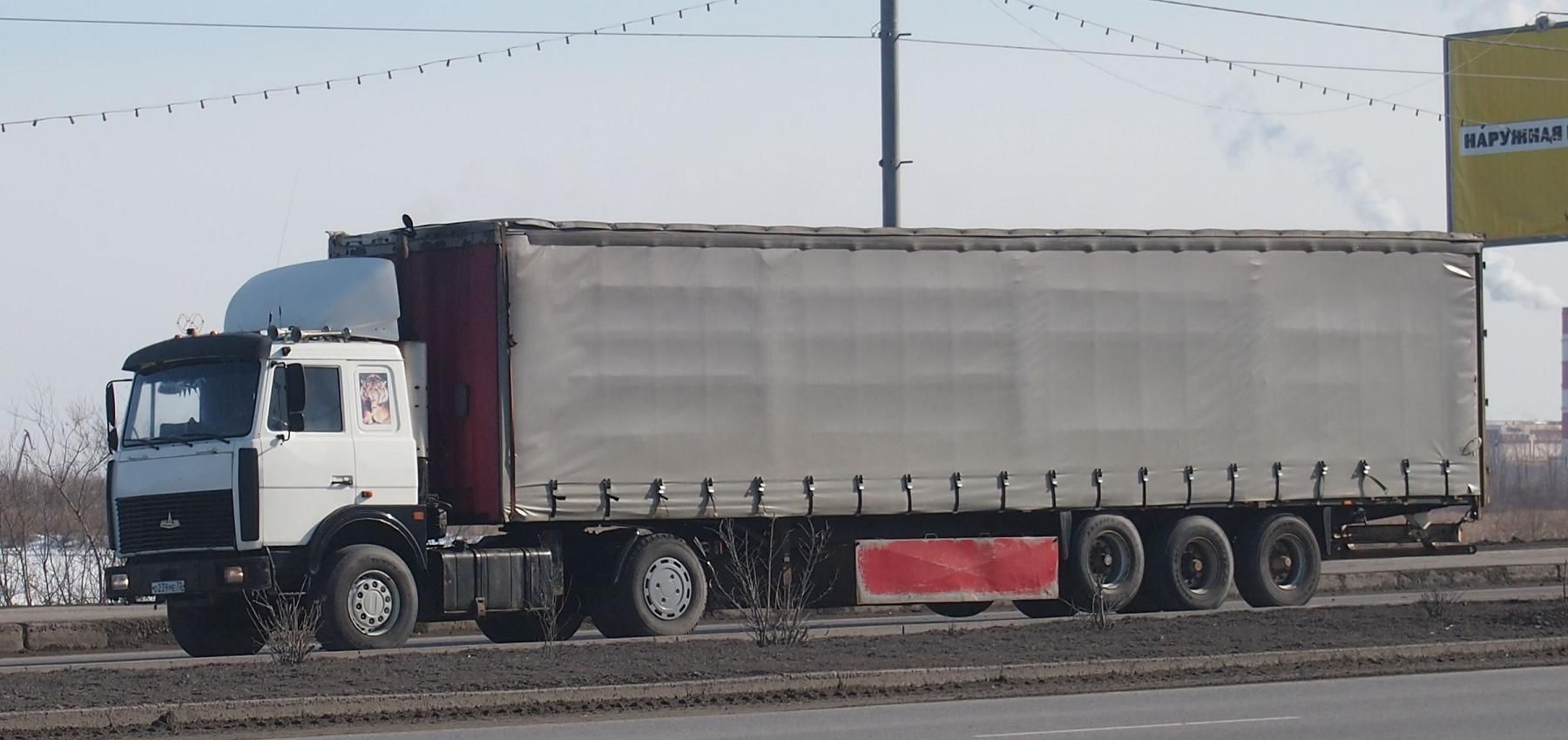
МАЗ-543208
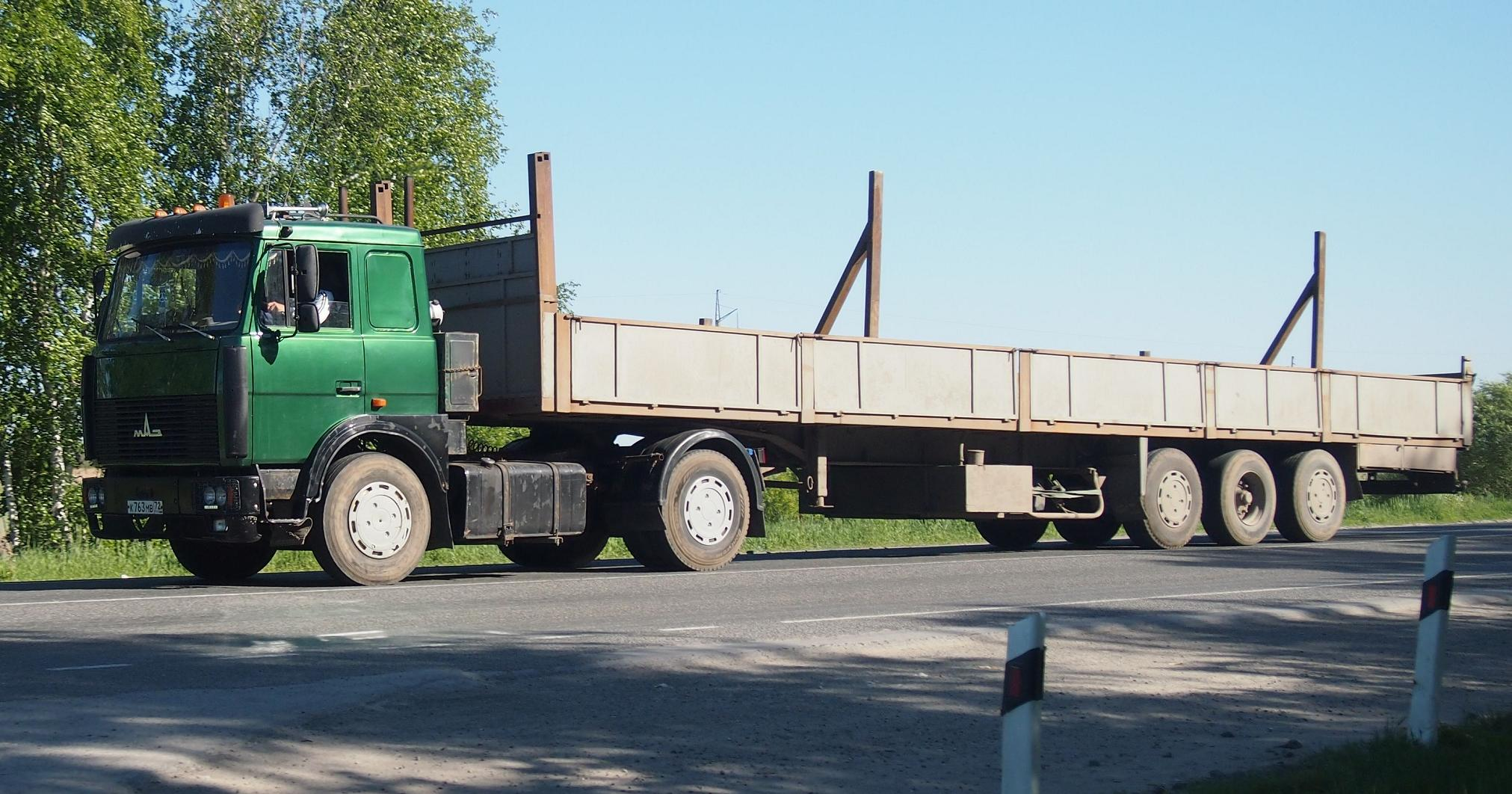
МАЗ-543236
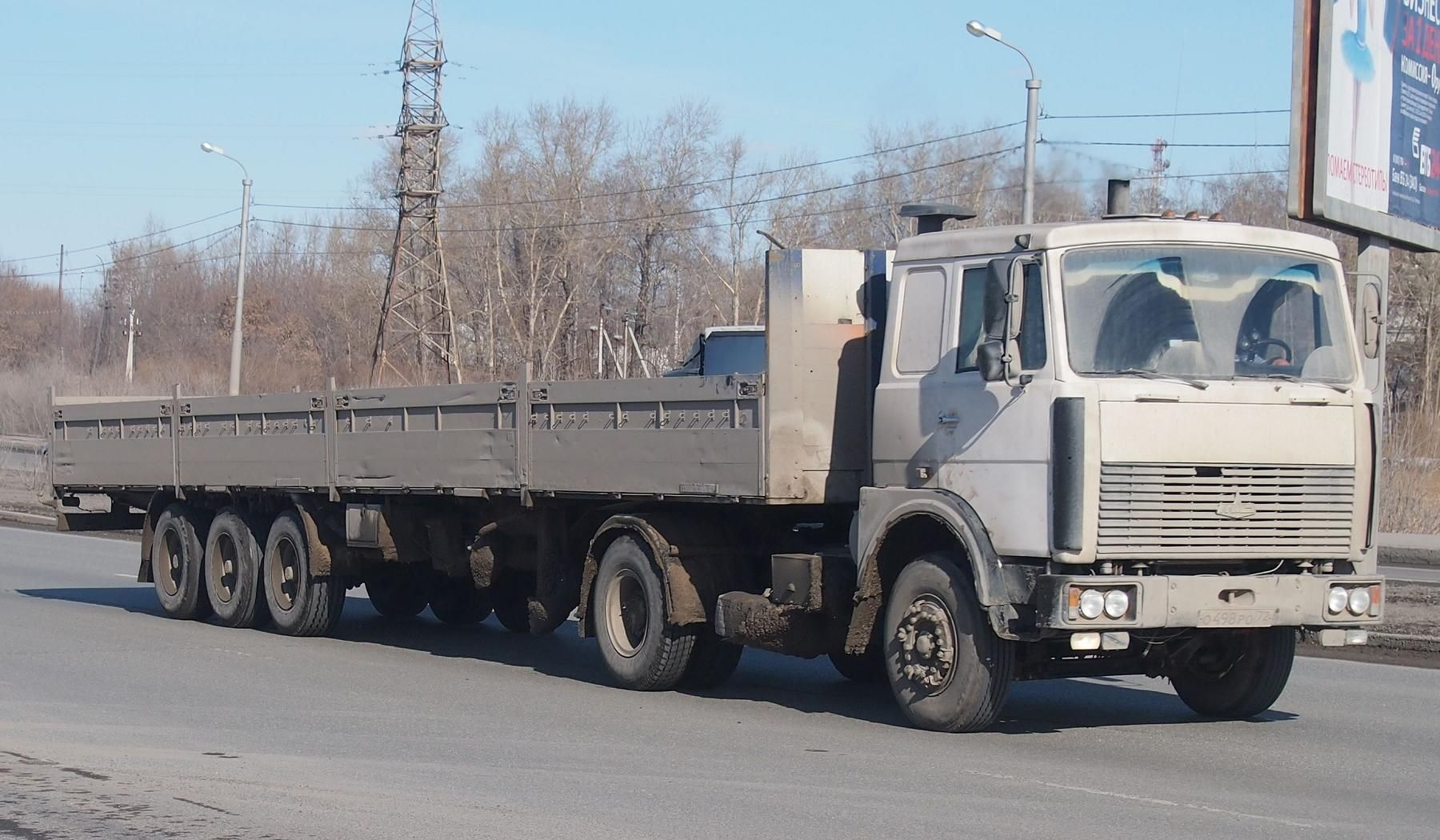
МАЗ-543236